# 本尊
本尊（羅馬化：Sveṣṭa-devatā，羅馬化：Isṭa-devatā；藏語：ཡིད་ཀྱི་དམ་ཚིག，威利转写：yid-kyi-dam-tshig，略稱yidam），音譯娑也地提嚩多，密宗術語，是在曼荼羅壇城或唐卡的佛陀、菩薩或明王像，密宗修行者以之為自己學法修行的成就根本，即所謂「自所持之尊」的意思，本尊相當於要修學的這部法的主人翁，通常每個修行者一生只選擇一位本尊作為修持對象，密乘弟子以能夠遇到殊勝上師起修勝義內密灌頂為其擇決相應的本尊修習，作為上乘的本尊法傳授。在漢地，本尊被視作為被供養、被禮拜的對象的尊像。又稱本師、本佛。
女性本尊稱為佛母、空行母或明妃，通常是本尊的伴侶。
密宗相信，本尊會保護修行者，成為修行護法。如果修行有成果，本尊也會親自向修行者顯現。在生起次第中，修行者會觀想自己與本尊合一，自己與本尊沒有任何分別，生起佛慢，就可即身成佛。

## 歷史
印度佛教，以歸依佛、法、僧三寶之故，而稱之為三尊。古代印度雕刻菩提樹、金剛座、法輪、佛塔、佛足等以供養佛陀釋迦牟尼。至犍陀羅時期，大乘佛教興起，用佛像紀念、禮拜佛陀的作法廣為流行。密教興起後，以字、印、形等表顯佛菩薩。
密教中，以大日如來為普門本尊，其他諸佛菩薩則為一門本尊。並依修法之種類與目的之不同而各有不同之本尊。本尊大別有字、印、形等三種，且各有無相與有相之分。字者，如(Vaṃ)、(Hrīh)、(Hūṃ)，分別為大日如來、阿彌陀佛、阿閦佛的種子字。印者，如觀世音之蓮花、辯才天之琵琶等三昧耶形。形者，指相好具足之尊形。
淨土教古來即以阿彌陀佛或彌陀三尊（阿彌陀佛與觀音、勢至）為本尊。日本淨土真宗則於繪像、木像為本尊之外，另以名號為本尊。其名號有六字（南無阿彌陀佛）、九字（南無不可思議光如來）、十字（歸命盡十方無礙光如來）等三種。
日本日蓮宗專崇法華經，故以《法華經》之題目「南無妙法蓮華經」為本尊，或以日蓮所繪的「十界勸請大曼荼羅」為本尊，或以本門之釋迦及本化之四菩薩相為本尊。

## 分類
在曼荼羅中的佛菩薩，若以禪坐的慈容外形出現，稱為寂靜尊（正法輪身）；若以外形威猛恐怖的明王相出現，稱為忿怒尊（教令輪身）。
無上瑜伽又有一種明王與明妃相抱，稱為「本尊雙運」，或歡喜佛，代表了慈悲與智慧的合一。